# فيليب إتش كومبز
فيليب إتش كومبز (بالإنجليزية: Philip H. Coombs)‏ هو اقتصادي أمريكي، ولد في 1915 في ماساتشوستس في الولايات المتحدة، وتوفي في 15 فبراير 2006.